# Saint-Pardoux-la-Rivière
Saint-Pardoux-la-Rivière é uma comuna francesa na região administrativa da Nova Aquitânia, no departamento Dordonha. Estende-se por uma área de 23,96 km². Em 2010 a comuna tinha 1 184 habitantes (densidade: 49,4 hab./km²).